# Atletica leggera ai Giochi della XXXIII Olimpiade - Marcia 20 km femminile
Ai Giochi della XXXIII Olimpiade la prova di Marcia 20 km femminile si è svolta il 1º agosto 2024 (stesso giorno della gara maschile) lungo le strade di Parigi con partenza dal Pont d'Iéna.

## Presenze ed assenze delle campionesse in carica
| Competizione      | Atleta              | Prestazione | Parigi 2024 |
| ----------------- | ------------------- | ----------- | ----------- |
| Olimpiadi 2020    | Antonella Palmisano | 1h29'12"    | Presente    |
| Africani 2022     | Emily Wamusyi Ngii  | 1h34'30     | Non qual.   |
| Asiatici 2022     | Yang Jiayu          | 1h30'03”    | Presente    |
| Panamericani 2023 | Kimberly García     | s/t         | Presente    |
| Mondiali 2023     | Maria Pérez         | 1h26'51”    | Presente    |
| Europei 2024      | Antonella Palmisano | 1h28'08”    | Presente    |

Graduatoria mondiale
In base alla classifica della Federazione mondiale, le migliori atlete iscritte alla gara erano le seguenti:
| Pos. | Atleta          | Punti | Note |
| ---- | --------------- | ----- | ---- |
| 1    | Kimberly García | 1339  |      |
| 2    | María Pérez     | 1330  |      |
| 3    | Jemima Montag   | 1316  |      |

## Risultati

### Tempi intermedi
| Distanza | Tempo totale | Testa della corsa | Tempo sui 4 km |
| -------- | ------------ | ----------------- | -------------- |
| 4 km     | 17'15”       | Kimberly García   | 17'15”         |
| 8 km     | 34'26”       | Yang Jiayu        | 17'11”         |
| 12 km    | 51'46”       | Yang Jiayu        | 17'20”         |
| 16 km    | 1h09'02”     | Yang Jiayu        | 17'16”         |
| 20 km    | 1h25'54”     | Yang Jiayu        | 16'52”         |

### Ordine d'arrivo
Prima della competizione, il record mondiale e olimpico erano i seguenti:
| Record mondiale | Yang Jiayu     | 1h23'49" | Huangshan | 20 marzo 2021  |
| Record olimpico | Qieyang Shijie | 1h25'16" | Londra    | 11 agosto 2021 |

Giovedì 1º agosto
| Pos | Atleta               | Paese      | Tempo    | Note                                     |
| --- | -------------------- | ---------- | -------- | ---------------------------------------- |
| Oro | Yang Jiayu           | Cina       | 1h25'54" | ~                                        |
| Argento | María Pérez          | Spagna     | 1h26'19" | ~                                        |
| Bronzo | Jemima Montag        | Australia  | 1h26'25" | ~                                        |
| 4 | Sandra Arenas        | Colombia   | 1h27'03" | ~~                                       |
| 5 | Alegna González      | Messico    | 1h27'14" |                                          |
| 6 | Glenda Morejón       | Ecuador    | 1h27'37" |                                          |
| 7 | Laura García-Caro    | Spagna     | 1h28'12" | ~~                                       |
| 8 | Evelyn Inga          | Perù       | 1h28'16" |                                          |
| 9 | Paula Milena Torres  | Ecuador    | 1h28'48" | Miglior prestazione personale            |
| 10 | Cristina Montesinos  | Spagna     | 1h29'11" |                                          |
| 11 | Ma Zhenxia           | Cina       | 1h29'15" | ~~~                                      |
| 12 | Mary Luz Andía       | Perù       | 1h29'24" |                                          |
| 13 | Érica de Sena        | Brasile    | 1h29'32" |                                          |
| 14 | Ljudmyla Oljanovs'ka | Ucraina    | 1h29'55" |                                          |
| 15 | Clémence Beretta     | Francia    | 1h29'55" |                                          |
| 16 | Kimberly García      | Perù       | 1h30'10" |                                          |
| 17 | Mariia Sakharuk      | Ucraina    | 1h30'12" |                                          |
| 18 | Viviane Lyra         | Brasile    | 1h30'31" | ~~~                                      |
| 19 | Magaly Bonilla       | Ecuador    | 1h30'33" | ~~                                       |
| 20 | Olena Sobchuk        | Ucraina    | 1h31'12" | Miglior prestazione personale stagionale |
| 21 | Liu Hong             | Cina       | 1h31'24" |                                          |
| 22 | Antigónī Ntrismpiōtī | Grecia     | 1h31'33" | Miglior prestazione personale stagionale |
| 23 | Eleonora Giorgi      | Italia     | 1h31'49" |                                          |
| 24 | Alejandra Ortega     | Messico    | 1h31'58" | ~                                        |
| 25 | Camille Moutard      | Francia    | 1h31'58" |                                          |
| 26 | Pauline Stey         | Francia    | 1h31'59" |                                          |
| 27 | Eliška Martínková    | Slovacchia | 1h32'30" |                                          |
| 28 | Saskia Feige         | Germania   | 1h33'23" | Miglior prestazione personale stagionale |
| 29 | Rachelle de Orbeta   | Porto Rico | 1h33'33" |                                          |
| 30 | Katarzyna Zdziebło   | Polonia    | 1h33'52" |                                          |
| 31 | Rebecca Henderson    | Australia  | 1h34'22" | ~~                                       |
| 32 | Nanako Fujii         | Giappone   | 1h34'26" | ~~~                                      |
| 33 | Rita Récsei          | Ungheria   | 1h34'39" | ~                                        |
| 34 | Mária Czaková        | Slovacchia | 1h34'46" | ~                                        |
| 35 | Valentina Trapletti  | Italia     | 1h35'39" |                                          |
| 36 | Gabriela de Sousa    | Brasile    | 1h35'50" |                                          |
| 37 | Hana Burzalová       | Slovacchia | 1h36'12" |                                          |
| 38 | Vitória Oliveira     | Portogallo | 1h36'22" |                                          |
| 39 | Ilse Guerrero        | Messico    | 1h37'10" |                                          |
| 40 | Meryem Bekmez        | Turchia    | 1h38'06" |                                          |
| 41 | Priyanka Goswami     | India      | 1h39'55" | >>                                       |
| 42 | Viktória Madarász    | Ungheria   | 1h41'21" |                                          |
| 43 | Ana Cabecinha        | Portogallo | 1h46'30" | >                                        |
| | Olivia Sandery       | Australia  | Rit.     | >                                        |
| | Antonella Palmisano  | Italia     | Rit.     |                                          |
| | Kumiko Okada         | Giappone   | NP       |                                          |
| | Ayane Yanai          | Giappone   | NP       |                                          |
| | Kiriaki Filitisakou  | Grecia     | NP       |                                          |
| record mondiale; record olimpico; record mondiale stagionale; record africano; record asiatico; record europeo; record nord-centroamericano e caraibico; record sudamericano; record oceaniano; record nazionale; record personale; record personale stagionale. ~ proposta di squalifica |                      |            |          |                                          |